# 증례 보고
의학에서 증례 보고(case report) 또는 사례 보고는 개별 환자의 증상(symptom), 징후(sign), 진단(diagnosis), 치료 및 후속 조치에 대한 자세한 보고서이다. 사례 보고서에는 환자의 인구통계학적 프로필(demographic profile)이 포함될 수 있지만 일반적으로 특이하거나 새로운 사건에 대해 설명한다. 일부 사례 보고서에는 보고된 다른 사례에 대한 문헌 검토(literature review)도 포함되어 있다. 사례 보고서는 임상 실습 지침에 대한 피드백을 제공하고 효과, 유해효과(adverse event) 및 비용의 초기 신호에 대한 프레임워크를 제공하는 전문적인 설명이다. 의료, 과학 또는 교육 목적으로 공유될 수 있다.
증례 보고는 환자 한 명에 대한 보고서라면, 증례 시리즈는 여러명의 환자에 대한 보고서이다.

## 유형
대부분의 사례 보고서는 다음 6가지 주제 중 하나에 관한 것이다:
- 질병이나 증상 사이의 예상치 못한 연관성.
- 환자를 관찰하거나 치료하는 과정에서 발생한 예상치 못한 사건.
- 질병의 발병기전(pathogenesis)이나 유해효과에 대해 새로운 사실을 밝히는 발견.
- 질병의 독특하거나 드문 특징.
- 독특한 치료 접근법.
- 해부학적 구조의 위치적 또는 양적 변형.

## 같이 보기
- 증례 시리즈
- 증례 제시